# Lymington
Koordinaten: 50° 45′ N, 1° 33′ W
Die englische Hafenstadt Lymington hat 15.000 Einwohner, liegt im Bezirk New Forest in der Grafschaft Hampshire. Die Stadt ist ca. zwei Autostunden südwestlich von London entfernt und liegt direkt am Ärmelkanal. Lymington, ein wichtiger Jachthafen, liegt in der Nähe des New-Forest-Nationalparks.
Lymington geht auf ein angelsächsisches Dorf aus dem 6. Jahrhundert v. Chr. zurück. Im Domesday Book von 1086 wird die Stadt als Lentune erwähnt. Sehenswürdigkeiten sind Hafen, Yachthafen, renovierte Häuser aus dem 16./17. Jahrhundert, ein historischer Markt. Die Stadt verfügt über eine gute Infrastruktur; wirtschaftlich bedeutend sind Tourismus, Handel und Landwirtschaft. Die Stadt unterhält seit 1996 eine Städtepartnerschaft mit Mosbach.

## Städtepartnerschaften
- Vitré (Frankreich)
- Mosbach (Deutschland)
- Almansa (Spanien)

## Söhne und Töchter der Stadt
- Luke Furner (1837–1912), australischer Politiker
- David Horler (* 1943), Jazzmusiker
- Mark Lockheart (* 1961), Jazzmusiker
- Sam Vokes (* 1989), Fußballspieler
- Birdy (* 1996), Popsängerin
- Mary-Belle Kirschner (* 1999), Britisches E-Girl, Pornodarstellerin